# Symmetropleura plana
Symmetropleura plana är en insektsart som först beskrevs av Walker, F. 1869.  Symmetropleura plana ingår i släktet Symmetropleura och familjen vårtbitare. Inga underarter finns listade i Catalogue of Life.